# Kleine weerschijnvlinder
De kleine weerschijnvlinder (Apatura ilia) is een vlinder uit de familie Nymphalidae (vossen, parelmoervlinders en weerschijnvlinders). 

## Kenmerken
De vlinder heeft een spanwijdte van 55 tot 60 millimeter. Bij de mannetjes is door iriseren een paarse gloed op de vleugels te zien. Bij de vrouwtjes ontbreekt deze en zijn de vleugels bruin.

## Leefwijze
De vlinder drinkt het sap van rottende planten en overrijpe vruchten.

## Verspreiding en leefgebied
Het is een soort die in Nederland en Vlaanderen als dwaalgast kan worden aangetroffen, in Nederland gebeurde dat voor het laatst in 2011 bij Maastricht. Daarvoor waren de laatste waarnemingen in 1994 met een exemplaar in Simpelveld en tweede exemplaar in de Millingerwaard, een natuurgebied ten westen van Millingen aan de Rijn. In Wallonië komt de kleine weerschijnvlinder nog zeldzaam voor in de zuidelijke provincies. De vliegtijd is juni en juli. In Centraal- en Zuid-Europa is de soort niet bedreigd. In dat gebied kan een tweede generatie voorkomen die vliegt in augustus en september.

## Waardplanten
Waardplanten van de rups zijn onder andere ratelpopulier, witte abeel, zwarte populier, schietwilg en boswilg. 
De rups overwintert in een gesponnen weefsel aan een tak en verpopt aan het eind van het voorjaar. De vlinder is te vinden in vochtige loofbossen bij poeltjes of op mest van runderen. De vorm van de rups is vrij bijzonder, het lijkt net een groene naaktslak.

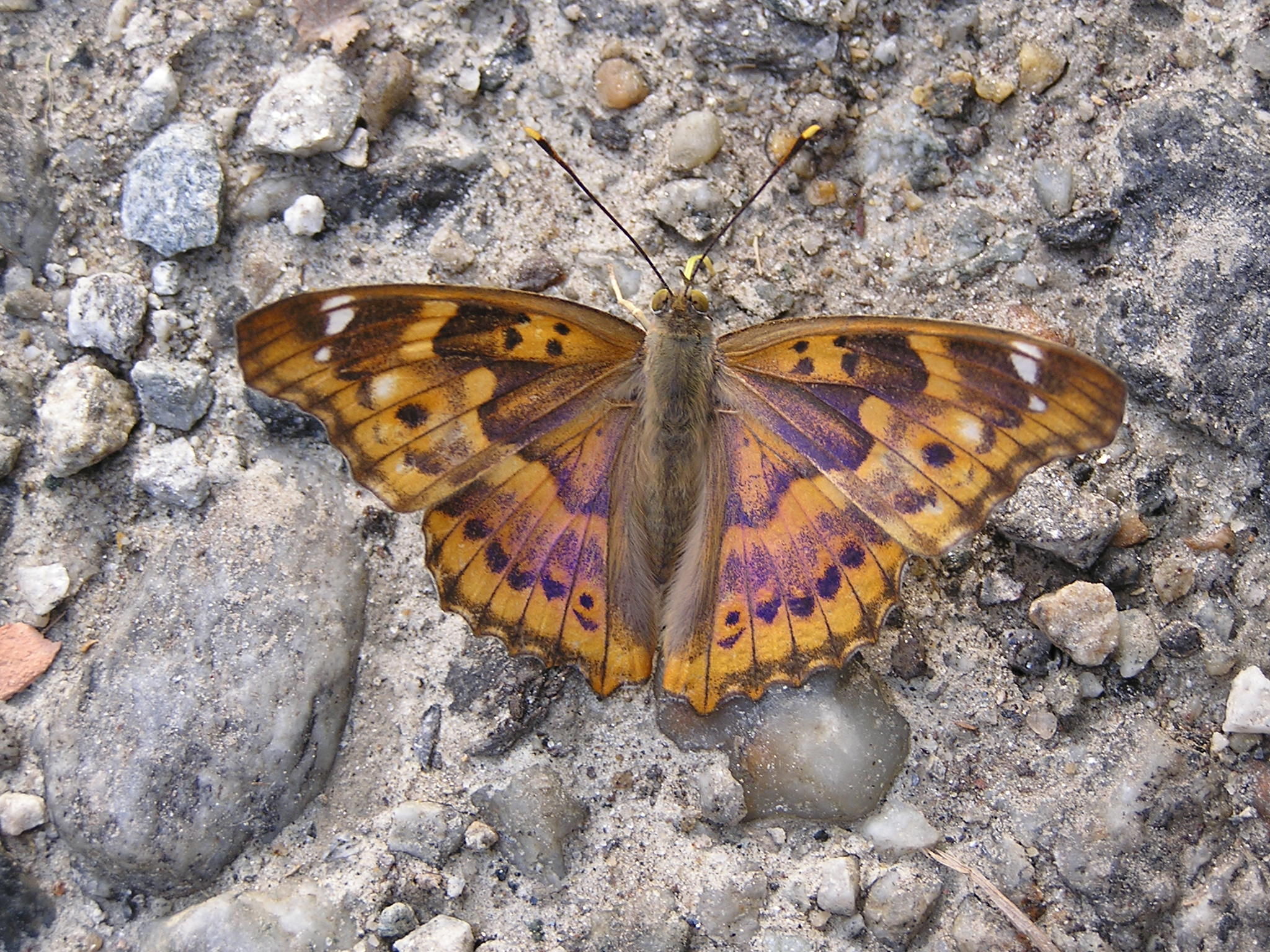
Rode variant van de kleine weerschijnvlinder (A. ilia f. clytie)
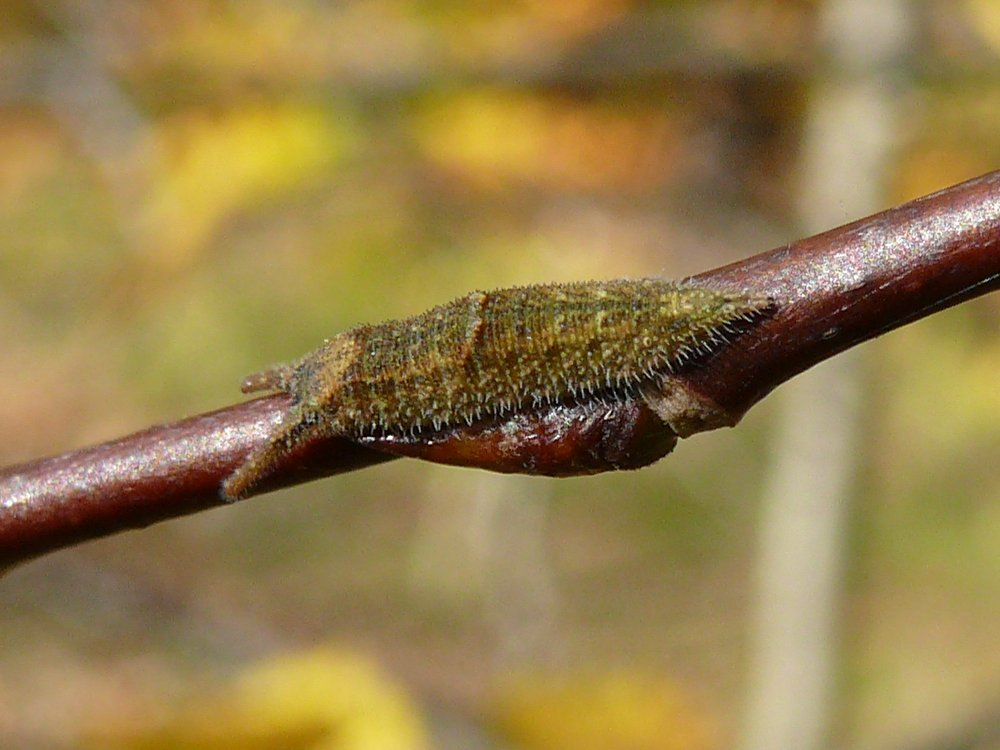
Jonge rups